# Tephrocactus molinensis
Tephrocactus molinensis är en kaktusväxtart som först beskrevs av Carlos Luis Spegazzini, och fick sitt nu gällande namn av Curt Backeberg. Tephrocactus molinensis ingår i släktet Tephrocactus och familjen kaktusväxter. Inga underarter finns listade i Catalogue of Life.

## Bildgalleri

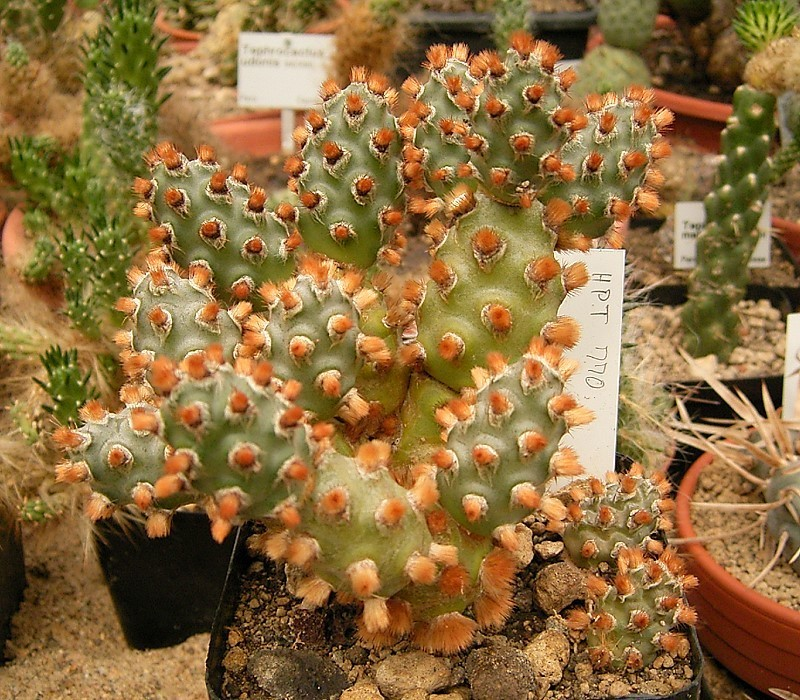
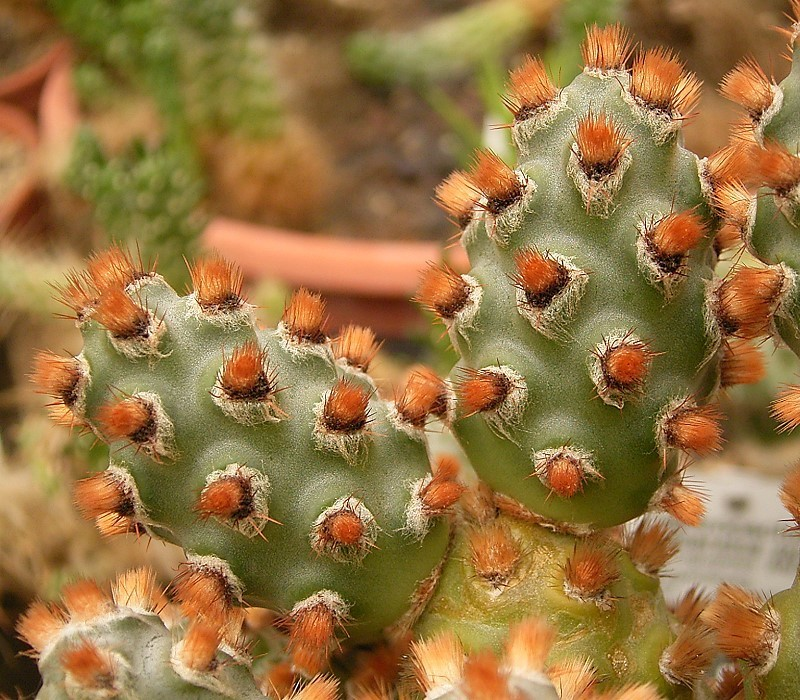
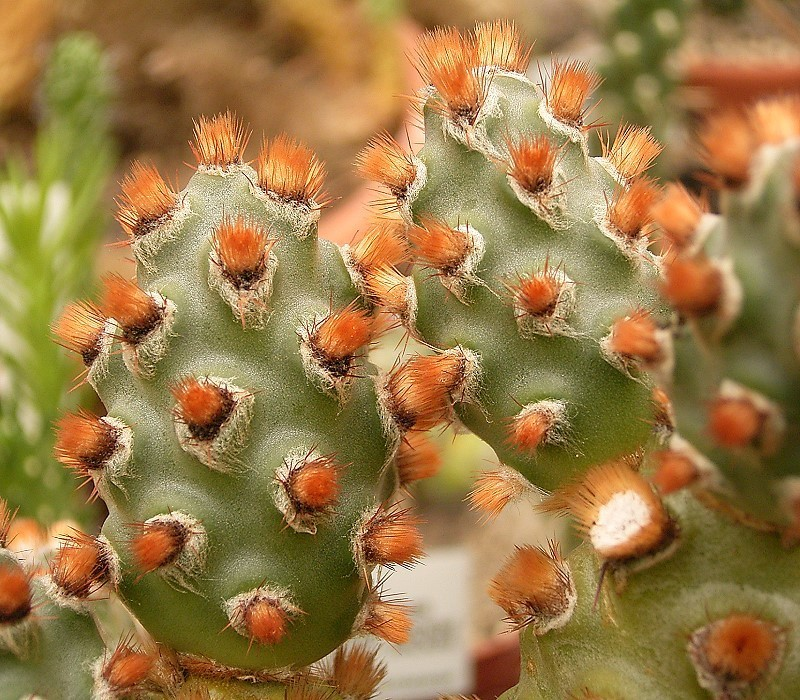
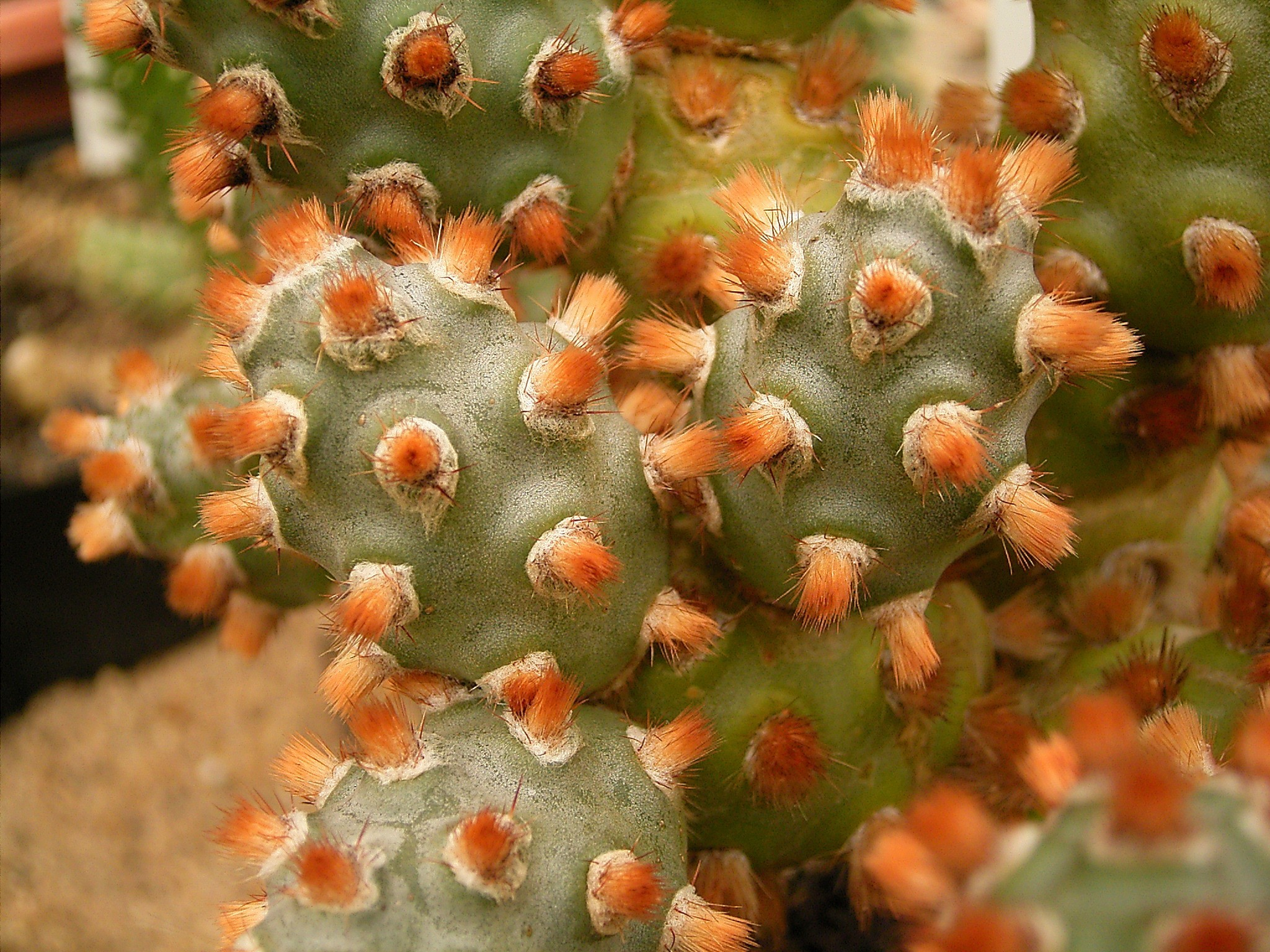
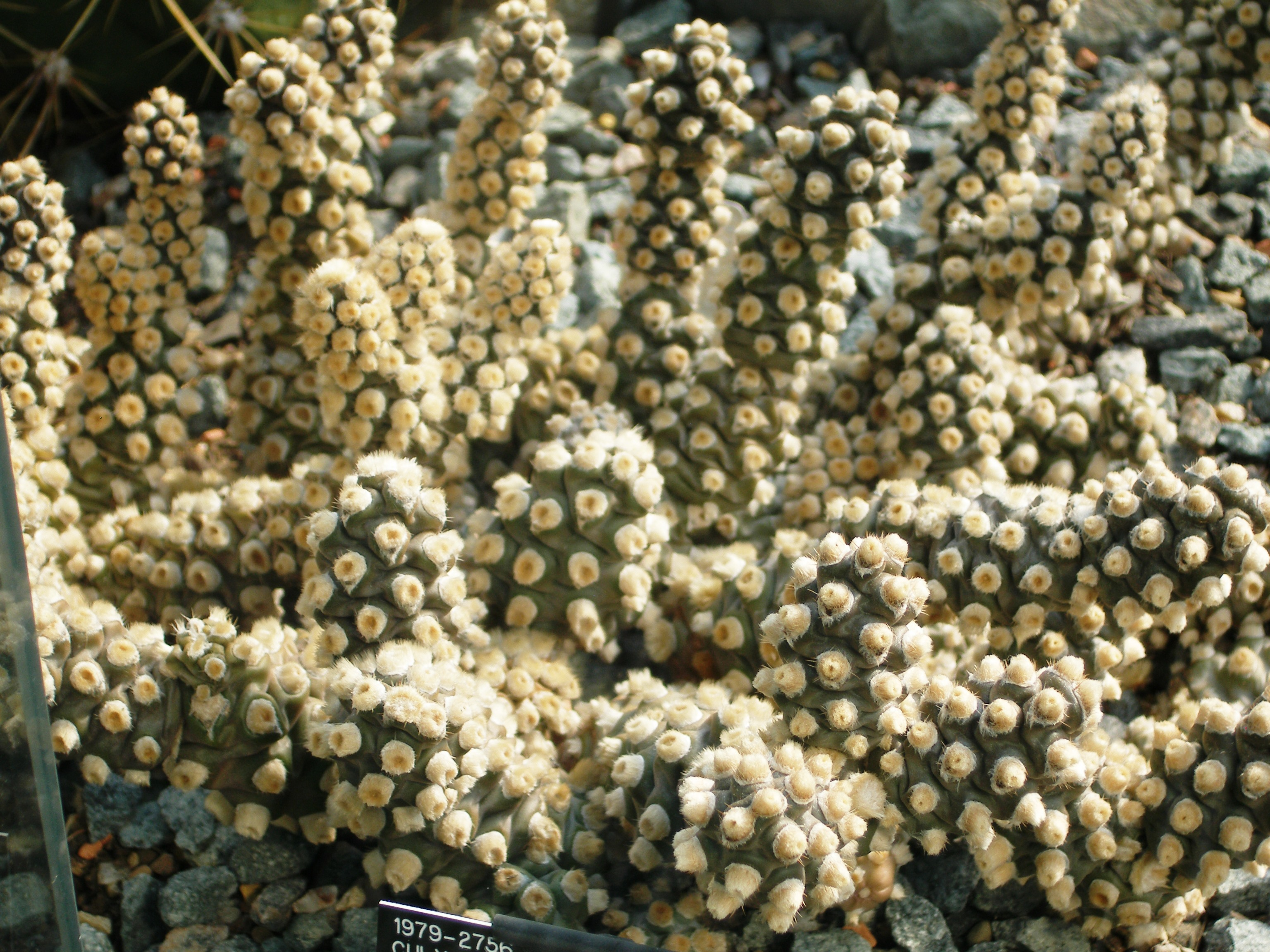